# Lieja-Bastoña-Lieja 1911
La Lieja-Bastogne-Lieja 1911 fue la 6.ª edición de la clásica ciclista Lieja-Bastoña-Lieja. La carrera se disputó el domingo 12 de junio de 1911, sobre un recorrido de 234 km. El vencedor final fue el belga Joseph Van Daele, que se impuso en solitario a la línea de Lieja. Los también belgas Armand Lenoir y Victor Kraenen acabaron segundo y tercero respectivamente. 

## Clasificación final
| Posición | Ciclista         | Equipo | Tiempo   |
| -------- | ---------------- | ------ | -------- |
| 1        | Joseph Van Daele | -      | 8h10'22" |
| 2        | Armand Lenoir    | -      | a 30"    |
| 3        | Victor Kraenen   | -      | a 1'10"  |
| 4        | Auguste Benoit   | -      | s.t.     |
| 5        | Hubert Noel      | -      | s.t.     |
| 6        | Jean Rossius     | -      | a 1'30"  |
| 7        | Félicien Salmon  | -      | a 1'40"  |
| 8        | Jacques Coomans  | -      | s.t.     |
| 9        | Alfons Lauwers   | -      | s.t.     |
| 10       | Léon Scieur      | -      | s.t.     |